# Enele Kwanairara
Daniel Enele Kwanairara, né le 25 mars 1947 et mort le 20 octobre 2012, est un homme politique salomonais.

## Biographie
D'abord enseignant, il suit ensuite une formation à la sylviculture et est employé par le ministère des Forêts du gouvernement salomonais. Il entre au Parlement national comme député de la circonscription de Malaita-nord aux élections législatives de 1997. Battu dans sa circonscription aux élections de 2001, il retrouve son siège de député à l'occasion d'une élection partielle en décembre 2004, due à la destitution du ministre Daniel Fa'afanua,. Il demande alors pardon à la nation pour ce qu'il décrit comme les atrocités commises par des personnes de sa circonscription lors des violences inter-ethniques de 1999 à 2003.
Enele Kwanairara est fait ministre de l'Agriculture dans le gouvernement d'Allan Kemakeza d'avril 2005 à avril 2006. À ce poste, il met en oeuvre la volonté du gouvernement d'attirer des investissements étrangers pour développer la production d'huile de palme aux Îles Salomon. 
Réélu aux élections de 2006, il est le chef du groupe parlementaire des députés indépendants (ceux qui n'ont rejoint ni la majorité, ni l'opposition parlementaire) de mai 2006 à décembre 2007. En décembre 2007, il devient le président du groupe parlementaire de la majorité du nouveau gouvernement de Derek Sikua,. 
Battu dans sa circonscription aux élections de 2010 par l'ancien chef d'une milice ethnique Jimmy Lusibaea (en), Enele Kwanairara meurt à l'hôpital d'Auki deux ans plus tard, à l'âge de 65 ans et « après une longue maladie ».